# The Shark God
The Shark God è un cortometraggio muto del 1913 diretto da John Griffith Wray (qui al suo esordio nella regia) e prodotto dalla Champion Film Company di Mark M. Dintenfass. Il regista e i due protagonisti, Virginia Brissac e James Dillon girarono un altro film hawaiano, il romantico Hawaiian Love, sempre del 1913.

## Trama
Nelle Hawaii, prima dell'arrivo dei missionari, i nativi si affidano alle superstizioni locali come quella del dio-squalo e del suo potere sulla vita e il destino delle persone.

## Produzione
Il film fu prodotto per la World's Fair Stock Company dalla Champion Film Company, una compagnia indipendente che Dintenfass aveva fondato nel 1909, stabilendone gli studi a Fort Lee, nel New Jersey e che nel 1912 si fuse nell'Universal Film Manufacturing Company di Carl Laemmle. Il film venne girato nelle Hawaii, a Honolulu.

## Distribuzione
Distribuito dall'Universal Film Manufacturing Company, il film - un cortometraggio di una bobina - uscì nelle sale cinematografiche USA il 5 maggio 1913.